# Limnonectes bannaensis
Limnonectes bannaensis es una especie de anfibio anuro de la familia Dicroglossidae.

## Distribución geográfica
Esta especie es endémica de China. Se encuentra en el sur y oeste de Yunnan, Guangxi y el extremo sur de Hunan. Su presencia en Birmania, Laos y Vietnam es incierta.

## Descripción
El holotipo macho mide 87 mm.

## Etimología
El nombre de la especie está compuesto de banna y del sufijo latino -ensis que significa "que vive, que habita", y le fue dado en referencia al lugar de su descubrimiento, Banna.

## Publicación original
- Ye, Fei & Jiang, 2007: A New Ranidae Species from China Limnonectes bannaensis (Ranidae: Anura). Zoological Research, Kunming, vol. 28, n.º 5, p. 545-550[6]